# 디안 룩셀
디안 룩셀(Diane Rouxel, 1993년 8월 14일 ~ )은 프랑스의 배우이다. 2019 로미 슈나이더상 수상자이다.